# Estadio Rapid-Giulești
El Superbet Arena - Giulești (en rumano: Stadionul Rapid-Giulești) y originalmente Rapid Arena, es un estadio de fútbol ubicado en la ciudad de Bucarest, Rumanía. Está emplazado en el barrio de Giulești, en el sitio del antiguo Estadio Giulești-Valentin Stănescu. Fue inaugurado en febrero de 2022 y posee una capacidad para 14.050 personas, su dueño es el Rapid de Bucarest de la Liga I de Rumania.
Inicialmente, el estadio se llamaría Rapid Arena, finalmente el 16 de abril de 2021, se anunció el nombre oficial, Stadionul Rapid-Giulești.

## Historia
En abril de 2018, el gobierno rumano aprobó la construcción del lugar. El 1 de noviembre de 2018, la Compañía Nationala de Investitii (CNI) firmó un contrato con la empresa conjunta de las constructoras Constructii Erbasu, Concelex y Terra Gaz Construct para la construcción del nuevo estadio. Del 11 de febrero al 7 de mayo de 2019, se demolió el Stadionul Giuleşti-Valentin Stănescu.
La instalación deportiva cumple con los requisitos de la categoría de estadio 4 de la UEFA y ofrece 14.050 asientos. Esto incluye un total de 250 espacios para usuarios de sillas de ruedas y sus acompañantes. Toda el área de césped híbrido cubierto mide 120 × 80 m (fútbol: 105 × 70 m). Está equipado con calefacción de césped y un sistema de riego y drenaje para el campo. Además de fútbol, también están previstos partidos de rugby. El nuevo estadio posee un pequeño hotel para alojamiento de jugadores y espacio de oficinas, además ofrece instalaciones para varios otros deportes como levantamiento de pesas, boxeo, lucha libre, judo, kárate, tenis, voleibol, baloncesto y atletismo. También hay tiendas comerciales, restaurantes y el museo del club.
El 4 de enero de 2022, se entregó el estadio de fútbol terminado. El primer evento de importancia que acogió el estadio fue el 19 de mayo de 2022, la final de la Copa de Rumanía, en la que el ACS Sepsi Sfântu Gheorghe venció al FC Voluntari por 2–1.

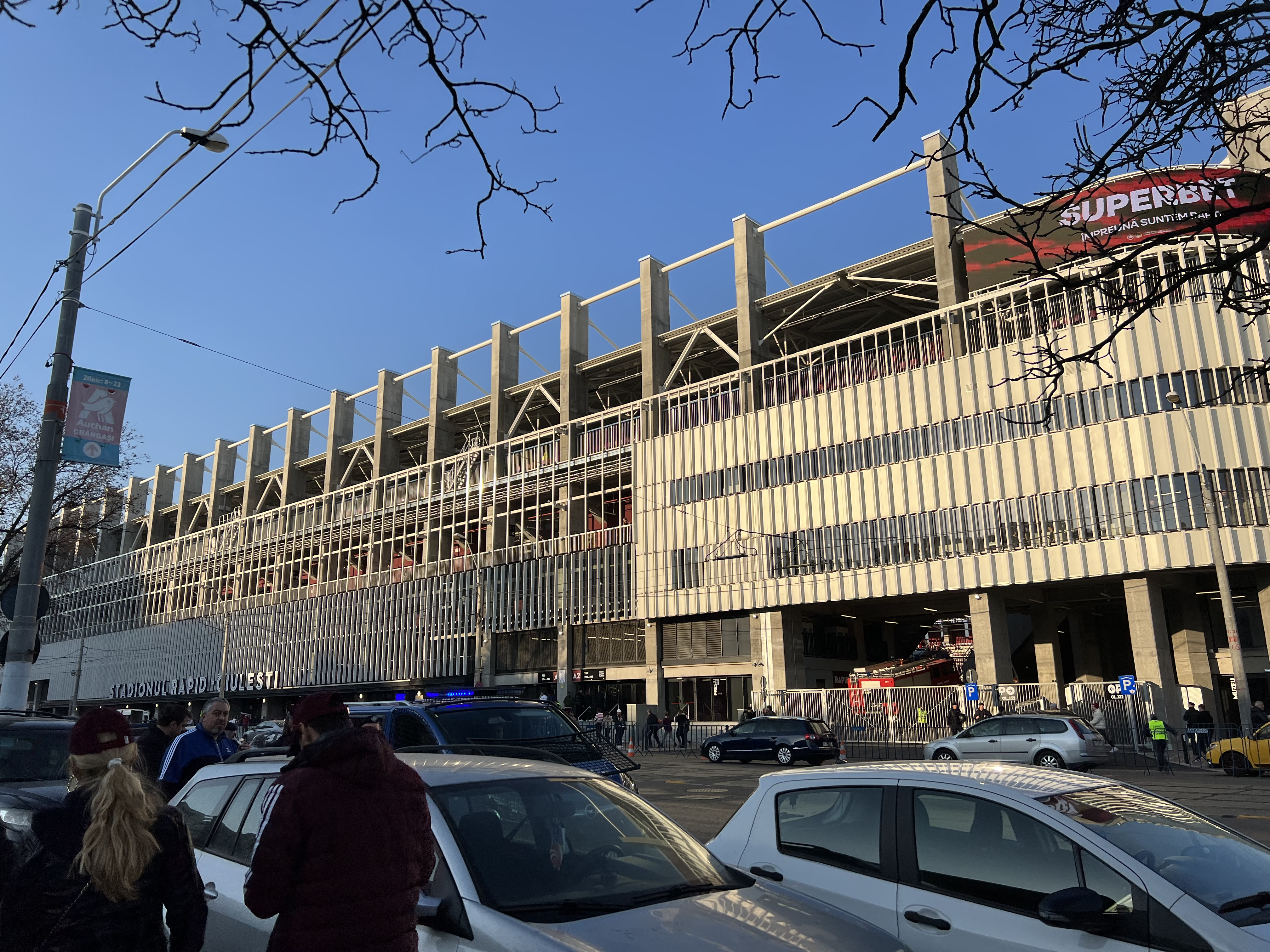
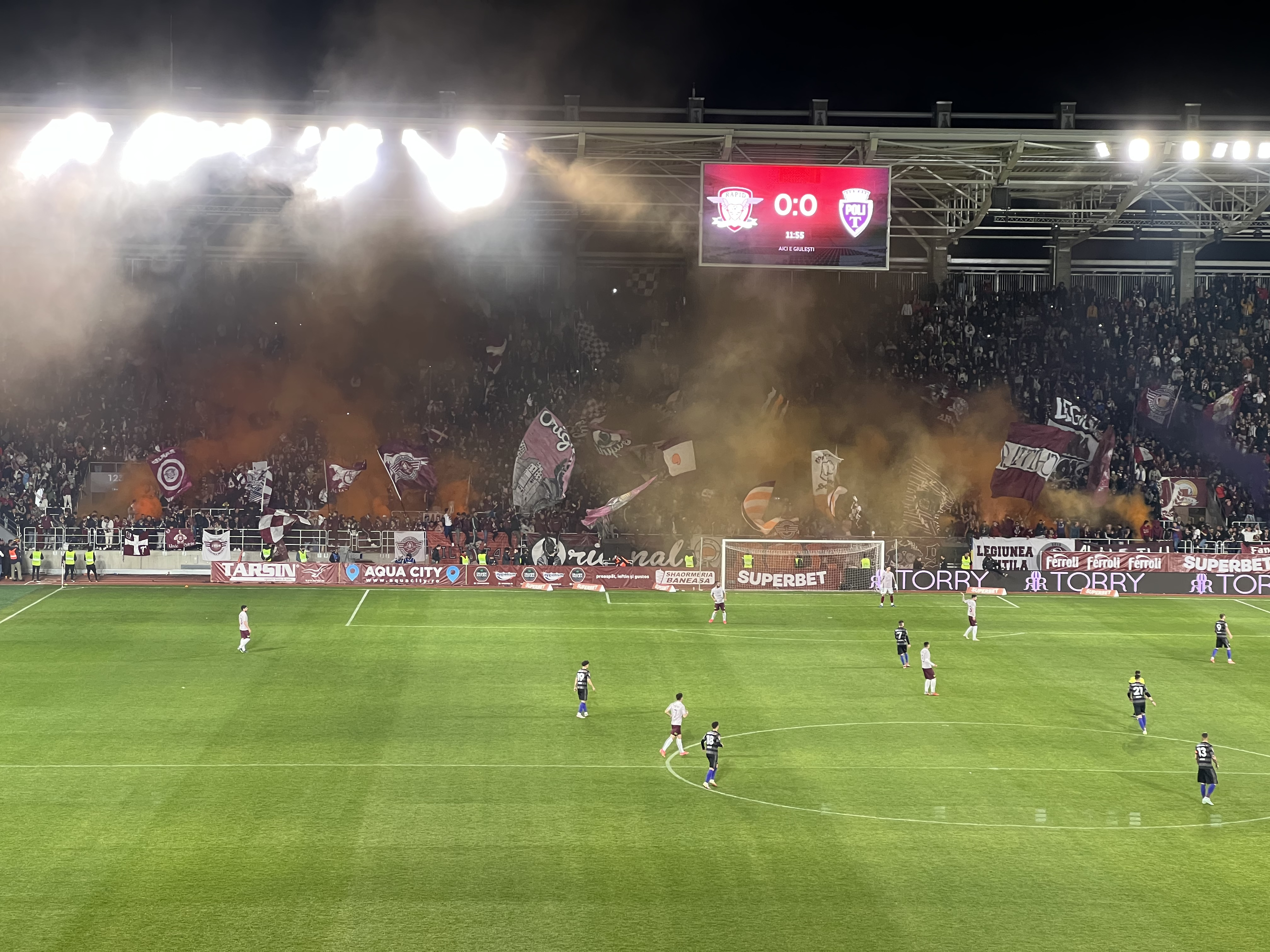